# Feed Me with Your Kiss
Feed Me with Your Kiss (с англ. — «Накорми меня своим поцелуем») — песня британо-ирландской альтернативной рок группы My Bloody Valentine, выпущенный в качестве сингла и EP 31 ноября 1988 года на лейбле Creation Records. Также это седьмая по счёту песня на альбоме Isn't Anything (1988 г.).

## Отзывы критиков

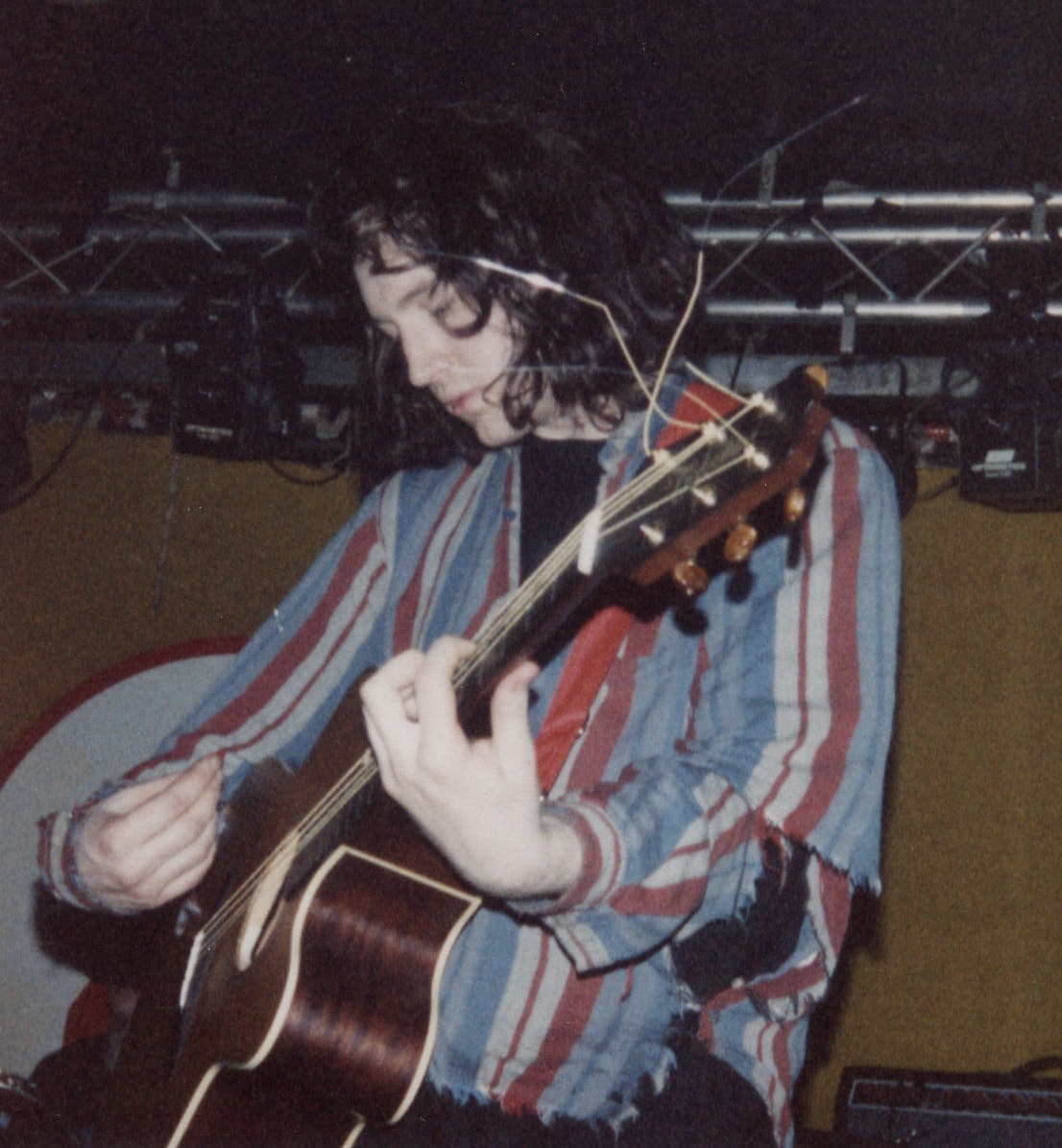
Кевин Шилдс на выступлении группы в 1989 году

Рецензент AllMusic Ницух Абебе высказал о мини-альбоме следующее: «они не чувствуют себя песнями, которые были недостаточно хороши для Isn’t Anything; они могут отображать некоторые стилистические тенденции периода Ecstasy and Wine, но они так же ценны, как и песни с альбома».
В другом обзоре Стюарт Мейсон из AllMusic посчитал, что песня «больше соответствует капризному, готик-року гораздо более ранних записей My Bloody Valentine». Мейсон также заявил, что она «имеет своеобразное ощущение, расположенное где-то между напыщенным самомнением Ника Кейва середины 80-х и эфирностью Cocteau Twins, вперемешку с такими же слегка дурацкими текстами с садомазохистским оттенком, как и примерно современная „Cigarette in Your Bed“, доказывая, что по итогу это была очень умная идея для Кевина Шилдса полностью похоронить тексты на более поздних работах My Bloody Valentine». На Digital Spy высоко оценили заглавную композицию, охарактеризовав её как «оглушающий и грязный гаражный рок».

## Список композиций
Вся музыка написана Кевином Шилдсом.
| №                   | Название                 | Длительность |
| ------------------- | ------------------------ | ------------ |
| 1.                  | «Feed Me with Your Kiss» | 3:56         |
| 2.                  | «I Believe»              | 3:01         |
| Общая длительность: | Общая длительность:      | 6:57         |

- Ограниченная тиражом в 1000 экземпляров, на многих из них демонстрировали сторону «Б», напечатанную с ошибкой как «Emptiness Inside»

| №                   | Название                 | Длительность |
| ------------------- | ------------------------ | ------------ |
| 1.                  | «Feed Me with Your Kiss» | 3:56         |
| 2.                  | «I Believe»              | 3:01         |
| 3.                  | «Emptiness Inside»       | 2:50         |
| 4.                  | «I Need No Trust»        | 3:32         |
| Общая длительность: | Общая длительность:      | 13:19        |

- Переиздан на CD в апреле 1990 года (CRESCD061)

## Участники записи
My Bloody Valentine
- Кевин Шилдс — вокал, гитара
- Билинад Бутчер — вокал, гитара
- Дебби Гудж — бас-гитара
- Кольм О’Кисог — барабаны

Производственный персонал
- My Bloody Valentine — продюсеры

## Позиции в чартах
| Чарт (1988 г.) | Позиция в чартах |
| -------------- | ---------------- |
| UK Indie Chart | 2                |